# Атланта Трашърс
„Атланта Трашърс“ е отбор от НХЛ, основан в Атланта, Джорджия, САЩ. Състезава се в Източната конференция, Югозточна дивизия.

## Факти
Основан: 1999
Цветове: тъмносиньо, златисто, светлосиньо и пурпурно червено
Арена: „Филипс Арена“
Талисман: Траш
Финалисти за купа Стенли: 0 пъти
На 1 юни 2011 г., комисарят на НХЛ съобщи, че отбора е с нови собственици и се мести в Уинипег, Канада. Отборът ще се състезава в Западната конференция под името „Уинипег Джетс“.